# Mont Atkinson
Pour les articles homonymes, voir Atkinson.
Le mont Atkinson est une montagne située au sud-ouest du mont Craddock, dans le massif Sentinel en Antarctique.
Cartographié par l'United States Geological Survey entre 1957 et 1960, il a été baptisé par l'Advisory Committee on Antarctic Names en l'honneur de Richard C. Atkinson qui fut directeur de la National Science Foundation entre 1977 et 1980.